# Basílica de San Pablo (Toronto)
La Basílica de San Pablo (en inglés: St. Paul’s Basilica) Es la congregación católica más antigua en Toronto, provincia de Ontario, Canadá. Se encuentra en el barrio de Corktown justo al este del centro de la ciudad, cerca de la intersección de las calles Queen y Parliament, en el 83 de la calle Power. Pertenece a la arquidiócesis de Toronto.
La parroquia fue establecida en 1822 por James Baby cuando la ciudad de York era parte de la diócesis de Kingston y era la única parroquia católica entre Kingston y Windsor. La estructura original fue construida de ladrillo rojo en el mismo sitio. Para servir a la creciente comunidad de inmigrantes irlandeses, se abrió una escuela poco después de la iglesia. Cuando la diócesis de Toronto fue separada de la diócesis de Kingston en 1842, St. Paul's sirvió en la pro catedral hasta que la catedral de San Miguel fue terminada en 1848.
La iglesia está alojada en una estructura italiana diseñada por Joseph Connolly y construida en 1889 basándose en el diseño de la Basílica de San Pablo Fuera de los Muros en Roma. El 3 de agosto de 1999, el papa Juan Pablo II elevó su estatus a basílica menor.